# Cantó de Saint-Benin-d'Azy
El cantó de Saint-Benin-d'Azy és un cantó francès del departament del Nièvre, situat al districte de Nevers. Té 16 municipis i el cap és Saint-Benin-d'Azy.

## Municipis
- Anlezy
- Beaumont-Sardolles
- Billy-Chevannes
- Cizely
- Diennes-Aubigny
- La Fermeté
- Fertrève
- Frasnay-Reugny
- Limon
- Montigny-aux-Amognes
- Saint-Benin-d'Azy
- Saint-Firmin
- Saint-Jean-aux-Amognes
- Saint-Sulpice
- Trois-Vèvres
- Ville-Langy

## Història
| Data d'elecció                           | Identitat         | Partit          | Qualitat |
| ---------------------------------------- | ----------------- | --------------- | -------- |
| 1945-1964                                | Robert Guény      | SFIO            |          |
| 1964-1977                                | Pierre Petit      | CIR, després PS |          |
| 1977-1994                                | Gilbert Clair     | PS              |          |
| 1994-2008                                | Philippe Graillot | PS              |          |
| 2008-                                    | Jean-Luc Gauthier | UMP             |          |
| les dades anteriors no són pas conegudes |                   |                 |          |
|                                          |                   |                 |          |

## Demografia
| A partir de 1990: Població sense dobles comptes |